# New York Memories
New York Memories ist ein Dokumentarfilm aus dem Jahr 2010 von Rosa von Praunheim. 

## Handlung
Rosa von Praunheim begibt sich im Jahr 2009 auf Spurensuche in New York City und trifft Claudia und Anna aus seinem Film Überleben in New York von 1989. Er lernt die Geschwister Marie und Lucie kennen, zwei junge deutsche Künstlerinnen, die einst wie Claudia und Anna versuchen, beruflich in der Metropole zu bestehen und sich dort eine Zukunft aufzubauen. New York hat sich seit Ende der 1980er Jahre gewandelt, die Mieten sind horrend geworden und viele Subkulturen, die Manhattan für den Regisseur früher so reizvoll gemacht haben, wurden verdrängt. Von Praunheim möchte erfahren, wie Claudia und Anna die Veränderungen der Stadt erlebt haben und ob es immer noch der Ort ist, an dem sie unbedingt leben wollten.

## Notizen
Der TV- und Kinofilm hatte seine Uraufführung 2010 bei den Internationalen Filmfestspielen von Berlin und wurde unter anderem im selben Jahr beim Fünf Seen Filmfestival in Bayern, beim Frameline Filmfestival in San Francisco sowie beim Internationalen Independent-Film Festival Buenos Aires gezeigt. Im Fernsehen wurde New York Memories erstmals 2012 im WDR ausgestrahlt.
Der Film ist die Fortsetzung von Rosa von Praunheims Dokumentarfilm Überleben in New York aus dem Jahr 1989.

## Rezeption
Der Film wurde positiv besprochen: „New York Memories ist ein reicher und vielfältiger Dokumentarfilm.“ (Deutschlandfunk) Das queere Magazin Siegessäule schrieb: „Der Film ist unterhaltsam, sehr persönlich und überraschend.“ „Die Protagonisten von einst trifft er [Rosa von Praunheim] nun wieder und fragt nach zwei Dekaden abermals, wie sie denn überleben. Das ergibt eine abwechslungsreiche und immer wieder überraschende Dokumentation ihrer Verhältnisse, aber auch ein sehr persönliches Porträt der letzten vierzig Jahre einer schillernden Stadt der Extreme.“ (Cinefile) „Es ist ein schrilles, aber interessantes, aufschlussreiches, typisches, sehr gut montiertes, ausgesuchtes und auch unterhaltsames Bild geworden.“ (Programmkino.de) Von Praunheims dokumentarisches Geschick sowie seine Qualitäten als Interviewer wurden auch bei dieser Dokumentation gewürdigt: „Praunheim hat ein gutes Gespür dafür, die Widersprüche seiner Protagonistinnen aufzuspüren.“ (Spiegel Online)

## Auszeichnungen
- 2010: Nominierung für die Auszeichnung "Bester Dokumentarfilm" beim Internationalen Filmfestival Warschau[11]